# Acanthobdellidea

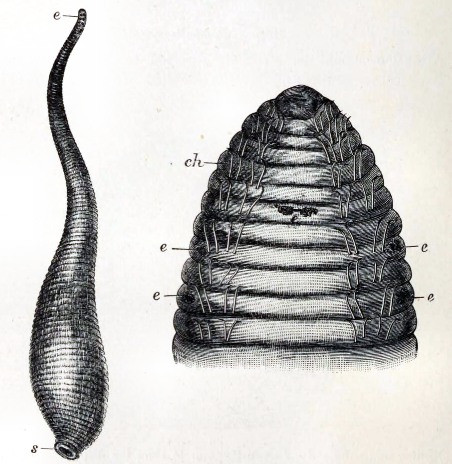
Imagen de especie perteneciente a la clase Acanthobdellidea.

Acanthobdellidea es una infraclase de sanguijuelas primitivas. Contienen especies que poseen espinas a lo largo de su superficie corporal, característica única entre las sanguijuelas. Algunos autores los ubican en una subclase separada de los Hirudinea.[¿quién?] Sin embargo, el Registro Mundial de Especies Marinas se ubican dentro de los Hirudinea, como un grupo hermano de Euhirudinea, las verdaderas sanguijuelas.
Las especies en el grupo incluyen Acanthobdella peledina, descrita por el zoólogo alemán Adolph Eduard Grube en 1851, así como Acanthobdella livanowi descritas en 1966.